# بورت دو بانتان (مترو باريس)
بورت دو بانتان (بالفرنسية: Porte de Pantin)‏ هي محطة مترو تابعة لمترو باريس تقع في فرنسا في الدائرة التاسعة عشرة في باريس.[بحاجة لمصدر]